# 小行星303
小行星303（303 Josephina）是一颗围绕太阳公转的小行星。1891年2月12日，伊利亞·米洛塞維奇在羅馬描述了此天体。
米洛塞维奇将該小行星命名为約瑟芬娜（Josephina），他对此的描述是献给一个对他很亲爱的人，具体指谁不详。
这颗小行星的绝对星等为8.9等。

## 相关條目
- 小行星列表/10001-11000

## 外部連結
- Asteroid Lightcurve Database (LCDB) （页面存档备份，存于）, query form (info （页面存档备份，存于）)
- Dictionary of Minor Planet Names, Google books
- Discovery Circumstances: Numbered Minor Planets (10001)-(15000) （页面存档备份，存于） – Minor Planet Center
- 小行星303 at AstDyS-2, Asteroids—Dynamic Site
  - Ephemeris · Observation prediction · Orbital info · Proper elements · Observational info
- NASA JPL小天體瀏覽器上的小行星303

| 前一小行星： 小行星302 | 小行星列表 | 後一小行星： 小行星304 |